# 我要我們在一起 (歌曲)
〈我要我們在一起〉（英語：We Belong Together）是美國女歌手瑪麗亞·凱莉在2005年3月發行的單曲，它曾同時獲得告示牌單曲榜在內等共八項告示牌分榜冠軍，它在美國單曲榜共摘下14週冠軍，成為瑪麗亞·凱莉第16首全美冠軍單曲，全美單曲銷售突破3百萬張，〈我要我們在一起〉亦成為2005年告示牌「最佳年度單曲」，瑪麗亞·凱莉也因這首單曲獲得第48屆葛萊美獎兩項大獎。

## 歌曲介紹

### 收錄專輯
〈我要我們在一起〉最早收錄於瑪麗亞·凱莉第九張個人錄音室專輯《天后再临-解放咪咪》（英語：The Emancipation of Mimi）中，它是從這張專輯所推出的第二首單曲。上一首推出的單曲為〈It's Like That〉，它在單曲榜最高成績為第16名。

### 單曲簡介
〈我要我們在一起〉距離瑪麗亞·凱莉上一首全美冠軍單曲〈感謝上蒼找到你〉已經五年，這段期間她歷經數次更換唱片東家、參與電影演出，但卻未能為她的演藝事業帶起絲毫起色，坊間許多不利她的傳聞四起，這首單曲可說是將瑪麗亞·凱莉的事業帶離谷底，並重新回歸天后地位的重要作品。〈我要我們在一起〉是一首中版節奏藍調的情歌，描述自己能與愛人在一起相依偎的願望，旋律優美動聽，瑪麗亞·凱莉也參與這首單曲的詞曲編寫與製作，可以說是她在進入千禧年後最具代表性的佳作之一。

### 商業成績
〈我要我們在一起〉在2005年4月16日進入單曲榜，首週成績僅為第81名，但入榜後後勁十足，終於在2005年6月4日登上單曲榜的榜首，期間不連續的共獲得14週冠軍，成為瑪麗亞·凱莉第16首全美冠軍單曲，這也是進入千禧年以來告示牌的首支14週冠軍單曲，該曲截至2016年底銷售已突破3百萬張，並成為2005年告示牌「最佳年度單曲」。〈我要我們在一起〉除了在流行單曲榜掄元之外，更在節奏藍調單曲榜和舞曲榜共八項告示牌分榜中奪冠。
〈我要我們在一起〉在英國單曲榜最高成績為第2名。

### 音樂影片
〈我要我們在一起〉的音樂影片由好萊塢知名導演Brett Ratner執導，兩人曾在1999年合作過瑪麗亞·凱莉的〈芳心終結者〉音樂影片，這次〈我要我們在一起〉的音樂影片更請來當紅美國影集《越獄風雲》（英語：Prison Break）的男主角溫特沃斯·米勒（英語：Wentworth Miller）跨刀演出。

## 獎項及樂壇紀錄
瑪麗亞·凱莉自1991年以首張專輯拿下兩項葛萊美獎大獎之後，就一直與葛萊美獎無緣，15年來她入圍多次但最後總是與獎項擦身而過。終於在2006年她再度以《天后再臨-解放咪咪》獲得久違的肯定，她除了以專輯獲得「Best Contemporary R&B Album」大獎外，也另外以〈我要我們在一起〉拿下「Best R&B Song」和「Best Female R&B Vocal Performance」兩項大獎。
瑪麗亞·凱莉以〈我要我們在一起〉拿下2005年告示牌「最佳年度單曲」，而她在1991年即以首張專輯《瑪麗亞·凱莉》拿下「最佳年度專輯」，她成為繼惠妮·休斯頓之後（1986年同名專輯《惠妮·休斯頓》和1993年〈I Will Always Love You〉分別獲得1986年最佳年度專輯和1993年最佳年度單曲），第二位在告示牌曾擁有過「最佳年度專輯 + 單曲」的女藝人。
瑪麗亞·凱莉和大人小孩雙拍檔為史上同時擁有兩首14週冠軍（以上）單曲的兩位（組）藝人（團體）。除了雙方在1995年合作的16週冠軍單曲〈One Sweet Day〉之外，瑪麗亞·凱莉〈我要我們在一起〉14週冠軍，大人小孩雙拍檔1994年的〈I'll Make Love to You〉也是14週冠軍。
2016年告示牌雜誌遴選「Greatest of All Time Hot 100 Singles」，這首單曲位居第11名。